# 吴社洲
吴社洲（1956年1月—），湖北汉川人。中国人民解放军上将。中国共产党第十九届中央委员。

## 生平
曾在第54军160师479团服役，曾任第54军政治部宣传处干事。1998年10月任陆军第42集团军124师副政委，2004年4月任广州军区政治部组织部部长。2005年12月，任第42集团军政治部主任。2011年9月，任湖北省军区政委，2012年3月任广州军区政治部副主任，2013年任广州军区联勤部政委，2014年12月任济南军区政治部主任（副大军区级）。2016年2月，任中部战区副政委兼中部战区陆军政委。2016年7月，晋升中国人民解放军中将军衔。2017年1月，任中国人民解放军西部战区政委。2018年2月24日，当选为第十三届全国人大代表。
2007年7月，晋升少将军衔。2016年7月，晋升中将军衔。2019年7月，晋升上将军衔。
2021年8月20日，第十三届全国人大常委会第三十次会议任命吴社洲为全国人民代表大会民族委员会副主任委员。